# Первинні нукліди

Відносна кількість хімічних елементів у верхній частині континентальної кори Землі в розрахунку на один атом

Первинні нукліди — нукліди у складі Землі, які існували у своїй сучасній формі ще до утворення Землі. Первинні нукліди були присутні в міжзоряному середовищі, з якого утворилася Сонячна система. Вони виникли в первинному нуклеосинтезі під час Великого вибуху, в зоряному нуклеосинтезі в зорях з подальшим викиданням речовини із зір в міжзоряний простір, сколювання космічними променями і, можливо, в результаті інших процесів. Вони є стабільними нуклідами або достатньо довгоживучими радіонуклідами, щоб прожити від утворення Сонячної системи до сьогодення. Відомо 286 первинних нуклідів: 251 стабільний і 35 радіоактивних з довгим періодом напіврозпаду.

## Стабільність
Усі відомі 251 стабільний нуклід, а також ще 35 нуклідів, які мають період напіврозпаду достатньо довгий, щоб вижити з моменту утворення Землі, є первинними нуклідами. Ці 35 первинних нуклідів є радіоактивними ізотопами 28 різних хімічних елементів. Кадмій, неодим, осмій, самарій, телур, уран і ксенон при цьому мають по два первинні радіоізотопи — 113Cd, 116Cd; 128Te, 130Te; 124Xe, 136Xe; 144Nd, 150Nd; 147Sm, 148Sm; 184Os, 186Os; 235U, 238U.
Оскільки вік Землі становить 4,58·109 років (4,6 мільярда років), період напіврозпаду даних нуклідів повинен бути більшим, ніж приблизно 108 років (100 мільйонів років). Наприклад, для нукліда з періодом напіврозпаду 6·107 років (60 мільйонів років), від утворення Землі минуло 77 періодів напіврозпаду, так що з кожного моля (6,02·1023 атомів) цього нукліда, який був присутній при формуванні Землі, досьогодні залишилося лише 6,02·1023/277 = 4 атоми.
Сім експериментально підтверджених первинних нуклідів з найкоротшим періодом напіврозпаду, це 87Rb (5,0·1010 років), 187Re (4,1·1010 років), 176Lu (3,8·1010 років), 232Th (1,4·1010 років), 238U (4,5·109 років), 40K (1,25·109 років) і 235U (7,0·108 років). Ці сім нуклідів мають період напіврозпаду, порівнянний або дещо меншим за вік Всесвіту 13,8 мільярда років. 87Rb, 187Re, 176Lu, 232Th і 238U мають достатньо довгі періоди напіврозпаду, щоб більша їх частина збереглася протягом геологічних масштабів часу. 40K і 235U мають коротший період напіврозпаду і, отже, їхня поширеність вже значно менша за первинну, але значна частина їхньої первинної кількості досі збереглась.
Повний список 35 відомих первинних радіонуклідів наведено нижче.
Найбільш довгоживучий ізотоп, не знайдений як первинний — 146Sm, який має період напіврозпаду 1,03·108 років, наступні — 244Pu (8,08·107 років) і 92Nb (3,5·107 років). Повідомлялося, що 244Pu існує в природі як первинний нуклід, але пізніші дослідження не виявили його. Враховуючи, що всі ці нукліди повинні зберегтися принаймні протягом 4,6·109 років від формування Землі, 146Sm мав пережити 45 періодів напіврозпаду (і, отже, його кількість мала зменшитись у 245 ≈ 4·1013 разів), 244Pu — 57 періодів напіврозпаду (зменшення у 257 ≈ 1017 разів), а 92Nb — 130 періодів напіврозпаду (зменшення у 2130 ≈ 1039 разів). Математично, враховуючи ймовірну початкову кількість цих нуклідів, первинні 146Sm і 244Pu повинні зберігатися десь на Землі досьогодні, навіть якщо їх неможливо ідентифікувати експериментально, тоді як 92Nb і всі ще більш короткоживучі нукліди не повинні зберегтись навіть теоретично. Такі нукліди, як 92Nb, які були присутні в первинній сонячній туманності, але вже давно повністю розпалися, називаються вимерлими радіонуклідами, якщо вони не мають інших способів утворення.

## Природні нукліди, які не є первинними
Деякі нестабільні ізотопи, які зустрічаються в природі (наприклад, 14C, 3H і 239Pu) не є первинними, оскільки вони повинні постійно відновлюватися. Це відбувається через космічне випромінювання (у випадку космогенних нуклідів, таких як 14C і 3H), геоядерну трансмутацію (наприклад, захоплення нейтронів ураном з утворенням 237Np і 239Pu) або радіоактивний розпад довгоживучих радіоактивних первинних нуклідів.
Наприклад, ізотопи радону, полонію та радію є радіогенними дочірніми нуклідами урану та містяться в уранових рудах. Стабільний ізотоп аргону 40Ar насправді більш поширений як радіогенний нуклід, ніж як первинний нуклід, утворюючи майже 1 % земної атмосфери. Він утворюється в результаті бета-розпаду довгоживучого радіоактивного первинного ізотопа 40К, напівперіод життя якого становить понад мільярд років, тому аргон утворюється з самого початку існування Землі. У первинному аргоні домінував створюваний у зоряному альфа-процесі нуклід 36Ar, але тепер на Землі він зустрічається значно рідше, ніж 40Ar. Подібний радіогенний ряд походить і від довгоживучого радіоактивного первинного нукліда 232Th.
Такі нукліди, утворені в результаті розпаду або поділу урану чи інших актиноїдів у гірських породах Землі, називаються геогенними. Усі такі нукліди мають менший період напіврозпаду, ніж їхні вихідні радіоактивні первинні нукліди. Деякі інші геогенні нукліди не зустрічаються в ланцюгах розпаду 232Th, 235U або 238U, але все ще можуть зустрічатися в природі у невеликих кількостях як продукти спонтанного поділу одного з цих трьох довгоживучих нуклідів. Наприклад, 126Sn складає близько 10−14 всього природного олова.

## Первинні елементи
Оскільки первинні хімічні елементи часто складаються з більш ніж одного первинного ізотопа, існує лише 83 первинні хімічні елементи. З них 80 мають принаймні один стабільний ізотоп, а ще 3 елементи мають лише радіоактивні ізотопи.
80 стабільних первинних елементів — це всі елементи від водню до свинцю (атомні номери від 1 до 82), за винятком технецію (43) і прометію (61). Три радіоактивні первинні елементи — це вісмут (83), торій (90) і уран (92). Період напіврозпаду вісмуту настільки довгий, що його часто класифікують разом із 80 первинними стабільними елементами, оскільки його дуже слабка радіоактивність не викликає практичної небезпеки.
Список первинних елементів наведено нижче. В першій таблиці подано парні елементи, в другій — непарні.
| Z  | Елемент   | Стабільні | Радіоакт. | нестабільні курсивомнепарне число нейтронів рожевим | нестабільні курсивомнепарне число нейтронів рожевим | нестабільні курсивомнепарне число нейтронів рожевим | нестабільні курсивомнепарне число нейтронів рожевим | нестабільні курсивомнепарне число нейтронів рожевим | нестабільні курсивомнепарне число нейтронів рожевим | нестабільні курсивомнепарне число нейтронів рожевим | нестабільні курсивомнепарне число нейтронів рожевим | нестабільні курсивомнепарне число нейтронів рожевим | нестабільні курсивомнепарне число нейтронів рожевим |
| -- | --------- | --------- | --------- | --------------------------------------------------- | --------------------------------------------------- | --------------------------------------------------- | --------------------------------------------------- | --------------------------------------------------- | --------------------------------------------------- | --------------------------------------------------- | --------------------------------------------------- | --------------------------------------------------- | --------------------------------------------------- |
| 50 | олово     | 10        | —         | 120Sn                                               | 118Sn                                               | 116Sn                                               | 119Sn                                               | 117Sn                                               | 124Sn                                               | 122Sn                                               | 112Sn                                               | 114Sn                                               | 115Sn                                               |
| 54 | ксенон    | 7         | 2         | 132Xe                                               | 129Xe                                               | 131Xe                                               | 134Xe                                               | 136Xe                                               | 130Xe                                               | 128Xe                                               | 124Xe                                               | 126Xe                                               |                                                     |
| 48 | кадмій    | 6         | 2         | 114Cd                                               | 112Cd                                               | 111Cd                                               | 110Cd                                               | 113Cd                                               | 116Cd                                               | 106Cd                                               | 108Cd                                               |                                                     |                                                     |
| 52 | телур     | 6         | 2         | 130Te                                               | 128Te                                               | 126Te                                               | 125Te                                               | 124Te                                               | 122Te                                               | 123Te                                               | 120Te                                               |                                                     |                                                     |
| 44 | рутеній   | 7         | —         | 102Ru                                               | 104Ru                                               | 101Ru                                               | 99Ru                                                | 100Ru                                               | 96Ru                                                | 98Ru                                                |                                                     |                                                     |                                                     |
| 66 | диспрозій | 7         | —         | 164Dy                                               | 162Dy                                               | 163Dy                                               | 161Dy                                               | 160Dy                                               | 158Dy                                               | 156Dy                                               |                                                     |                                                     |                                                     |
| 70 | ітербій   | 7         | —         | 174Yb                                               | 172Yb                                               | 173Yb                                               | 171Yb                                               | 176Yb                                               | 170Yb                                               | 168Yb                                               |                                                     |                                                     |                                                     |
| 80 | ртуть     | 7         | —         | 202Hg                                               | 200Hg                                               | 199Hg                                               | 201Hg                                               | 198Hg                                               | 204Hg                                               | 196Hg                                               |                                                     |                                                     |                                                     |
| 42 | молібден  | 6         | 1         | 98Mo                                                | 96Mo                                                | 95Mo                                                | 92Mo                                                | 100Mo                                               | 97Mo                                                | 94Mo                                                |                                                     |                                                     |                                                     |
| 56 | барій     | 6         | 1         | 138Ba                                               | 137Ba                                               | 136Ba                                               | 135Ba                                               | 134Ba                                               | 132Ba                                               | 130Ba                                               |                                                     |                                                     |                                                     |
| 64 | гадоліній | 6         | 1         | 158Gd                                               | 160Gd                                               | 156Gd                                               | 157Gd                                               | 155Gd                                               | 154Gd                                               | 152Gd                                               |                                                     |                                                     |                                                     |
| 60 | неодим    | 5         | 2         | 142Nd                                               | 144Nd                                               | 146Nd                                               | 143Nd                                               | 145Nd                                               | 148Nd                                               | 150Nd                                               |                                                     |                                                     |                                                     |
| 62 | самарій   | 5         | 2         | 152Sm                                               | 154Sm                                               | 147Sm                                               | 149Sm                                               | 148Sm                                               | 150Sm                                               | 144Sm                                               |                                                     |                                                     |                                                     |
| 76 | осмій     | 5         | 2         | 192Os                                               | 190Os                                               | 189Os                                               | 188Os                                               | 187Os                                               | 186Os                                               | 184Os                                               |                                                     |                                                     |                                                     |
| 46 | паладій   | 6         | —         | 106Pd                                               | 108Pd                                               | 105Pd                                               | 110Pd                                               | 104Pd                                               | 102Pd                                               |                                                     |                                                     |                                                     |                                                     |
| 68 | ербій     | 6         | —         | 166Er                                               | 168Er                                               | 167Er                                               | 170Er                                               | 164Er                                               | 162Er                                               |                                                     |                                                     |                                                     |                                                     |
| 20 | кальцій   | 5         | 1         | 40Ca                                                | 44Ca                                                | 42Ca                                                | 48Ca                                                | 43Ca                                                | 46Ca                                                |                                                     |                                                     |                                                     |                                                     |
| 34 | селен     | 5         | 1         | 80Se                                                | 78Se                                                | 76Se                                                | 82Se                                                | 77Se                                                | 74Se                                                |                                                     |                                                     |                                                     |                                                     |
| 36 | криптон   | 5         | 1         | 84Kr                                                | 86Kr                                                | 82Kr                                                | 83Kr                                                | 80Kr                                                | 78Kr                                                |                                                     |                                                     |                                                     |                                                     |
| 72 | гафній    | 5         | 1         | 180Hf                                               | 178Hf                                               | 177Hf                                               | 179Hf                                               | 176Hf                                               | 174Hf                                               |                                                     |                                                     |                                                     |                                                     |
| 78 | платина   | 5         | 1         | 195Pt                                               | 194Pt                                               | 196Pt                                               | 198Pt                                               | 192Pt                                               | 190Pt                                               |                                                     |                                                     |                                                     |                                                     |
| 22 | титан     | 5         | —         | 48Ti                                                | 46Ti                                                | 47Ti                                                | 49Ti                                                | 50Ti                                                |                                                     |                                                     |                                                     |                                                     |                                                     |
| 28 | нікель    | 5         | —         | 58Ni                                                | 60Ni                                                | 62Ni                                                | 61Ni                                                | 64Ni                                                |                                                     |                                                     |                                                     |                                                     |                                                     |
| 30 | цинк      | 5         | —         | 64Zn                                                | 66Zn                                                | 68Zn                                                | 67Zn                                                | 70Zn                                                |                                                     |                                                     |                                                     |                                                     |                                                     |
| 32 | германій  | 4         | 1         | 74Ge                                                | 72Ge                                                | 70Ge                                                | 73Ge                                                | 76Ge                                                |                                                     |                                                     |                                                     |                                                     |                                                     |
| 40 | цирконій  | 4         | 1         | 90Zr                                                | 94Zr                                                | 92Zr                                                | 91Zr                                                | 96Zr                                                |                                                     |                                                     |                                                     |                                                     |                                                     |
| 74 | вольфрам  | 4         | 1         | 184W                                                | 186W                                                | 182W                                                | 183W                                                | 180W                                                |                                                     |                                                     |                                                     |                                                     |                                                     |
| 16 | сірка     | 4         | —         | 32S                                                 | 34S                                                 | 33S                                                 | 36S                                                 |                                                     |                                                     |                                                     |                                                     |                                                     |                                                     |
| 24 | хром      | 4         | —         | 52Cr                                                | 53Cr                                                | 50Cr                                                | 54Cr                                                |                                                     |                                                     |                                                     |                                                     |                                                     |                                                     |
| 26 | залізо    | 4         | —         | 56Fe                                                | 54Fe                                                | 57Fe                                                | 58Fe                                                |                                                     |                                                     |                                                     |                                                     |                                                     |                                                     |
| 38 | стронцій  | 4         | —         | 88Sr                                                | 86Sr                                                | 87Sr                                                | 84Sr                                                |                                                     |                                                     |                                                     |                                                     |                                                     |                                                     |
| 58 | церій     | 4         | —         | 140Ce                                               | 142Ce                                               | 138Ce                                               | 136Ce                                               |                                                     |                                                     |                                                     |                                                     |                                                     |                                                     |
| 82 | свинець   | 4         | —         | 208Pb                                               | 206Pb                                               | 207Pb                                               | 204Pb                                               |                                                     |                                                     |                                                     |                                                     |                                                     |                                                     |
| 8  | кисень    | 3         | —         | 16O                                                 | 18O                                                 | 17O                                                 |                                                     |                                                     |                                                     |                                                     |                                                     |                                                     |                                                     |
| 10 | неон      | 3         | —         | 20Ne                                                | 22Ne                                                | 21Ne                                                |                                                     |                                                     |                                                     |                                                     |                                                     |                                                     |                                                     |
| 12 | магній    | 3         | —         | 24Mg                                                | 26Mg                                                | 25Mg                                                |                                                     |                                                     |                                                     |                                                     |                                                     |                                                     |                                                     |
| 14 | кремній   | 3         | —         | 28Si                                                | 29Si                                                | 30Si                                                |                                                     |                                                     |                                                     |                                                     |                                                     |                                                     |                                                     |
| 18 | аргон     | 3         | —         | 40Ar                                                | 36Ar                                                | 38Ar                                                |                                                     |                                                     |                                                     |                                                     |                                                     |                                                     |                                                     |
| 2  | гелій     | 2         | —         | 4He                                                 | 3He                                                 |                                                     |                                                     |                                                     |                                                     |                                                     |                                                     |                                                     |                                                     |
| 6  | вуглець   | 2         | —         | 12C                                                 | 13C                                                 |                                                     |                                                     |                                                     |                                                     |                                                     |                                                     |                                                     |                                                     |
| 92 | уран      | 0         | 2         | 238U                                                | 235U                                                |                                                     |                                                     |                                                     |                                                     |                                                     |                                                     |                                                     |                                                     |
| 4  | берилій   | 1         | —         | 9Be                                                 |                                                     |                                                     |                                                     |                                                     |                                                     |                                                     |                                                     |                                                     |                                                     |
| 90 | торій     | 0         | 1         | 232Th                                               |                                                     |                                                     |                                                     |                                                     |                                                     |                                                     |                                                     |                                                     |                                                     |

| Z  | Element   | Стабільні | Радіоакт. | нестабільні курсивомнепарне число нейтронів рожевим | нестабільні курсивомнепарне число нейтронів рожевим | нестабільні курсивомнепарне число нейтронів рожевим |
| -- | --------- | --------- | --------- | --------------------------------------------------- | --------------------------------------------------- | --------------------------------------------------- |
| 19 | калій     | 2         | 1         | 39K                                                 | 41K                                                 | 40K                                                 |
| 1  | водень    | 2         | —         | 1H                                                  | 2H                                                  |                                                     |
| 3  | літій     | 2         | —         | 7Li                                                 | 6Li                                                 |                                                     |
| 5  | бор       | 2         | —         | 11B                                                 | 10B                                                 |                                                     |
| 7  | азот      | 2         | —         | 14N                                                 | 15N                                                 |                                                     |
| 17 | хлор      | 2         | —         | 35Cl                                                | 37Cl                                                |                                                     |
| 29 | мідь      | 2         | —         | 63Cu                                                | 65Cu                                                |                                                     |
| 31 | галій     | 2         | —         | 69Ga                                                | 71Ga                                                |                                                     |
| 35 | бром      | 2         | —         | 79Br                                                | 81Br                                                |                                                     |
| 47 | срібло    | 2         | —         | 107Ag                                               | 109Ag                                               |                                                     |
| 51 | сурма     | 2         | —         | 121Sb                                               | 123Sb                                               |                                                     |
| 73 | тантал    | 2         | —         | 181Ta                                               | 180Ta                                               |                                                     |
| 77 | іридій    | 2         | —         | 193Ir                                               | 191Ir                                               |                                                     |
| 81 | талій     | 2         | —         | 205Tl                                               | 203Tl                                               |                                                     |
| 23 | ванадій   | 1         | 1         | 51V                                                 | 50V                                                 |                                                     |
| 37 | рубідій   | 1         | 1         | 85Rb                                                | 87Rb                                                |                                                     |
| 49 | індій     | 1         | 1         | 115In                                               | 113In                                               |                                                     |
| 57 | лантан    | 1         | 1         | 139La                                               | 138La                                               |                                                     |
| 63 | європій   | 1         | 1         | 153Eu                                               | 151Eu                                               |                                                     |
| 71 | лютецій   | 1         | 1         | 175Lu                                               | 176Lu                                               |                                                     |
| 75 | реній     | 1         | 1         | 187Re                                               | 185Re                                               |                                                     |
| 9  | фтор      | 1         | —         | 19F                                                 |                                                     |                                                     |
| 11 | натрій    | 1         | —         | 23Na                                                |                                                     |                                                     |
| 13 | алюміній  | 1         | —         | 27Al                                                |                                                     |                                                     |
| 15 | фосфор    | 1         | —         | 31P                                                 |                                                     |                                                     |
| 21 | скандій   | 1         | —         | 45Sc                                                |                                                     |                                                     |
| 25 | марганець | 1         | —         | 55Mn                                                |                                                     |                                                     |
| 27 | кобальт   | 1         | —         | 59Co                                                |                                                     |                                                     |
| 33 | миш'як    | 1         | —         | 75As                                                |                                                     |                                                     |
| 39 | ітрій     | 1         | —         | 89Y                                                 |                                                     |                                                     |
| 41 | ніобій    | 1         | —         | 93Nb                                                |                                                     |                                                     |
| 45 | родій     | 1         | —         | 103Rh                                               |                                                     |                                                     |
| 53 | йод       | 1         | —         | 127I                                                |                                                     |                                                     |
| 55 | цезій     | 1         | —         | 133Cs                                               |                                                     |                                                     |
| 59 | празеодим | 1         | —         | 141Pr                                               |                                                     |                                                     |
| 65 | тербій    | 1         | —         | 159Tb                                               |                                                     |                                                     |
| 67 | гольмій   | 1         | —         | 165Ho                                               |                                                     |                                                     |
| 69 | тулій     | 1         | —         | 169Tm                                               |                                                     |                                                     |
| 79 | золото    | 1         | —         | 197Au                                               |                                                     |                                                     |
| 83 | вісмут    | 0         | 1         | 209Bi                                               |                                                     |                                                     |

## Стабільні первинні нукліди
Кожен з 251 відомого стабільного ізотопа є одночасно первинним нуклідом. Теоретично багато з них можуть бути нестабільними, але мати настільки великий період напіврозпаду, що їхня нестабільність досі не зареєстрована експериментально.
Наприклад, теоретично передбачається, що всі ізотопи вольфраму, включаючи ті, які навіть найсучасніші емпіричні методи вважають стабільними, мають бути радіоактивними та можуть розпадатися через альфа-випромінювання, але станом на  2013 це вдалося підтвердити експериментально лише для 180W. Також очікується, що всі чотири первинні ізотопи свинцю здатні розпадатися з утворенням ртуті, але прогнозовані періоди напіврозпаду настільки великі (деякі перевищують 10100 років), що такі розпади навряд чи можна буде спостерігати в найближчому майбутньому.
Однак це не є суттєвим для визначення первинності нуклідів, оскільки такі великі періоди напіврозпаду означають, що за вік Землі або навіть вік Всесвіту будь-яка суттєва кількість нукліда все одно не встигла розпастись. Якщо якийсь стабільний нуклід виявиться радіоактивним, він має переміститися зі списку стабільних первинних нуклідів до списку нестабільних первинних нуклідів в наступному розділі, але загальна кількість первинних нуклідів залишиться незмінною.
Стабільні первинні нукліди в таблицях вище показані прямим шрифтом (на відміну від нестабільних, показаних курсивом).

## Радіоактивні первинні нукліди
В таблиці нижче представлені 35 первинних радіоактивних нуклідів, які є ізотопами 28 різних хімічних елементів (кадмій, неодим, осмій, самарій, телур, уран і ксенон мають по два первинні радіоізотопи — 113Cd, 116Cd; 128Te, 130Te; 124Xe, 136Xe; 144Nd, 150Nd; 147Sm, 148Sm; 184Os, 186Os; 235U, 238U). Радіонукліди перераховані в порядку зменшення періоду напіврозпаду. В багатьох випадках періоди напіврозпаду настільки великі, що відповідні ізотопи мають поширеність того ж порядку, що й стабільні ізотопи відповідних елементів. Для трьох хімічних елементів (індію, телуру та ренію), дуже довгоживучий радіоактивний первинний нуклід є поширенішим за стабільний нуклід.
Найбільш довгоживучий відомий радіонуклід, 128Te, має період напіврозпаду 2,2·1024 років, що в 160 трильйонів разів перевищує вік Всесвіту. Лише чотири з цих 35 нуклідів мають період напіврозпаду, менший за вік Всесвіту, а більшість мають періоди напіврозпаду набагато довші. Для практичних цілей нукліди з періодом напіврозпаду набагато довшим за вік Всесвіту можна розглядати як стабільні. Період напіврозпаду первинного ізотопа 235U з найкоротшим життям становить 703,8 мільйона років, тобто приблизно одну шосту від віку Землі та Сонячної системи. Багато з цих нуклідів розпадаються шляхом подвійного бета-розпаду, хоча деякі, як-от 209Bi, розпадаються іншими шляхами, такими як альфа-розпад.
У кінці списку додано ще два нукліди: 146Sm і 244Pu. Вони не були підтверджені як первинні, але їхній період напіврозпаду достатньо довгий, щоб мінімальна кількість цих ізотопів могла зберегтись досьогодні.
Номери в першому стовпчику таблиці починаються з 252, враховуючи, що 251 нуклідів вважаються стабільними. Енергія зв'язку порахована відносно нейтрона, тобто як (mn − mядра/A)c2.
| №   | Нуклід | Енергія зв'язку (МеВ) | Період напіврозпаду (роки) | Канал розпаду    | Енергія родпаду (МеВ) | Відношення періоду напіврозпаду до віку Всесвіту |
| --- | ------ | --------------------- | -------------------------- | ---------------- | --------------------- | ------------------------------------------------ |
| 252 | 128Te  | 8,743261              | 2,2·1024                   | 2β−              | 2,530                 | 160 трильйонів                                   |
| 253 | 124Xe  | 8,778264              | 1,8·1022                   | KK               | 2,864                 | 1,3 трильйона                                    |
| 254 | 78Kr   | 9,022349              | 9,2·1021                   | KK               | 2,846                 | 670 мільярдів                                    |
| 255 | 136Xe  | 8,706805              | 2,165·1021                 | 2β−              | 2,462                 | 160 мільярдів                                    |
| 256 | 76Ge   | 9,034656              | 1,8·1021                   | 2β−              | 2,039                 | 130 мільярдів                                    |
| 257 | 130Ba  | 8,742574              | 1,2·1021                   | KK               | 2,620                 | 87 мільярдів                                     |
| 258 | 82Se   | 9,017596              | 1,1·1020                   | 2β−              | 2,995                 | 8,0 мільярдів                                    |
| 259 | 116Cd  | 8,836146              | 3,102·1019                 | 2β−              | 2,809                 | 2,3 мільярда                                     |
| 260 | 48Ca   | 8,992452              | 2,301·1019                 | 2β−              | 4,274, 0,0058         | 1,7 мільярда                                     |
| 261 | 209Bi  | 8,158689              | 2,01·1019                  | α                | 3,137                 | 1,5 мільярда                                     |
| 262 | 96Zr   | 8,961359              | 2,0·1019                   | 2β−              | 3,4                   | 1,5 мільярда                                     |
| 263 | 130Te  | 8,766578              | 8,806·1018                 | 2β−              | 0,868                 | 640 мільйонів                                    |
| 264 | 150Nd  | 8,562594              | 7,905·1018                 | 2β−              | 3,367                 | 570 мільйонів                                    |
| 265 | 100Mo  | 8,933167              | 7,804·1018                 | 2β−              | 3,035                 | 570 мільйонів                                    |
| 266 | 151Eu  | 8,565759              | 5,004·1018                 | α                | 1,9644                | 360 мільйонів                                    |
| 267 | 180W   | 8,347127              | 1,801·1018                 | α                | 2,509                 | 130 мільйонів                                    |
| 268 | 50V    | 9,055759              | 1,4·1017                   | β+ або β−        | 2,205, 1,038          | 10 мільйонів                                     |
| 269 | 174Hf  | 8,392287              | 7,0·1016                   | α                | 2,497                 | 5 мільйонів                                      |
| 270 | 113Cd  | 8,859372              | 7,7·1015                   | β−               | 0,321                 | 560 000                                          |
| 271 | 148Sm  | 8,607423              | 7,005·1015                 | α                | 1,986                 | 510 000                                          |
| 272 | 144Nd  | 8,652947              | 2,292·1015                 | α                | 1,905                 | 170 000                                          |
| 273 | 186Os  | 8,302508              | 2,002·1015                 | α                | 2,823                 | 150 000                                          |
| 274 | 115In  | 8,849910              | 4,4·1014                   | β−               | 0,499                 | 32 000                                           |
| 275 | 152Gd  | 8,562868              | 1,1·1014                   | α                | 2,203                 | 8 000                                            |
| 276 | 184Os  | 8,311850              | 1,12·1013                  | α                | 2,963                 | 810                                              |
| 277 | 190Pt  | 8,267764              | 6,5·1011                   | α                | 3,252                 | 47                                               |
| 278 | 147Sm  | 8,610593              | 1,061·1011                 | α                | 2,310                 | 7,7                                              |
| 279 | 138La  | 8,698320              | 1,021·1011                 | β− або K або β+  | 1,044,1,737, 1,737    | 7,4                                              |
| 280 | 87Rb   | 9,043718              | 4,972·1010                 | β−               | 0,283                 | 3,6                                              |
| 281 | 187Re  | 8,291732              | 4,122·1010                 | β−               | 0,0026                | 3,0                                              |
| 282 | 176Lu  | 8,374665              | 3,764·1010                 | β−               | 1,193                 | 2,7                                              |
| 283 | 232Th  | 7,918533              | 1,405·1010                 | α або СП         | 4,083                 | 1,0                                              |
| 284 | 238U   | 7,872551              | 4,468·109                  | α або СП або 2β− | 4,270                 | 0,3                                              |
| 285 | 40K    | 8,909707              | 1,251·109                  | β− або K або β+  | 1,311, 1,505, 1,505   | 0,09                                             |
| 286 | 235U   | 7,897198              | 7,038·108                  | α або СП         | 4,679                 | 0,05                                             |
| 287 | 146Sm  | 8,626136              | 1,03·108                   | α                | 2,529                 | 0,008                                            |
| 288 | 244Pu  | 7,826221              | 8,0·107                    | α або СП         | 4,666                 | 0,006                                            |